# Meilleur championnat national du monde (IFFHS)
Le meilleur championnat national du monde est un trophée décerné chaque année depuis 1991 par l'International Federation of Football History & Statistics (IFFHS).
Le classement des championnats nationaux de football est établi en se basant sur les résultats des meilleures équipes de chaque championnat dans les compétitions internationales. Le classement prend en compte le calendrier annuel. En prenant compte de tous les paramètres et notamment les titres gagnés au niveau européen, le taux de remplissage des stades, la valeur financière des équipes, c'est l'Angleterre qui domine l'Europe, suivie de l'Espagne et l'Italie.

## Palmarès

### Palmarès par année
Le classement par année des dix meilleurs championnats nationaux selon le classement IFFHS est donné dans les tableaux suivants. Seuls les 25 premiers championnats sont classés chaque année.

#### Années 1990
| Championnat        | 1991 | 1992 | 1993 | 1994 | 1995 | 1996 | 1997 | 1998 | 1999 |
| ------------------ | ---- | ---- | ---- | ---- | ---- | ---- | ---- | ---- | ---- |
| Allemagne          | 4    | 7    | 3    | 5    | 4    | 5    | 1    | 6    | 5    |
| Angleterre         | 3    | 11   | 5    | 4    | 6    | 6    | 4    | 4    | 3    |
| Argentine          | 8    | 6    | 13   | 6    | 8    | 4    | 7    | 7    | 4    |
| Belgique           | 9    | 4    | 8    | 11   | 12   | 13   | 12   | 9    | 14   |
| Brésil             | 15   | 10   | 6    | 7    | 5    | 9    | 5    | 2    | 6    |
| Chili              | 14   | 9    | 11   | 9    | 14   | 16   | 16   | 10   | 9    |
| Colombie           | 19   | 16   | 15   | 17   | 16   | 7    | 10   | 8    | 8    |
| Écosse             | 10   | 12   | 9    | 12   | 17   | 12   | 13   | 10   | 12   |
| Espagne            | 2    | 2    | 2    | 3    | 2    | 2    | 3    | 3    | 2    |
| France             | 5    | 5    | 4    | 2    | 3    | 3    | 4    | 5    | 7    |
| Italie             | 1    | 1    | 1    | 1    | 1    | 1    | 2    | 1    | 1    |
| Pays-Bas           | 6    | 3    | 12   | 10   | 7    | 8    | 8    | 13   | 10   |
| Portugal           | 7    | 8    | 7    | 8    | 9    | 10   | 11   | 14   | 18   |
| République tchèque | 11   | 13   | 18   | 21   | 10   | 17   | 14   | 22   | 19   |
| Russie             | 13   | 14   | 10   | 15   | 11   | 11   | 9    | 12   | 11   |

#### Années 2000
| Championnat        | 2000 | 2001 | 2002 | 2003 | 2004 | 2005 | 2006 | 2007 | 2008 | 2009 |
| ------------------ | ---- | ---- | ---- | ---- | ---- | ---- | ---- | ---- | ---- | ---- |
| Allemagne          | 7    | 4    | 4    | 7    | 6    | 5    | 6    | 6    | 6    | 3    |
| Angleterre         | 2    | 2    | 2    | 3    | 2    | 1    | 3    | 1    | 1    | 1    |
| Argentine          | 5    | 5    | 5    | 5    | 7    | 8    | 7    | 5    | 3    | 7    |
| Brésil             | 4    | 6    | 9    | 4    | 3    | 6    | 5    | 4    | 5    | 4    |
| Colombie           | 9    | 12   | 17   | 12   | 11   | 15   | 19   | 9    | 16   | 27   |
| Écosse             | 10   | 11   | 15   | 10   | 13   | 16   | 13   | 16   | 20   | 26   |
| Espagne            | 1    | 1    | 1    | 2    | 1    | 4    | 2    | 2    | 4    | 2    |
| France             | 6    | 7    | 6    | 6    | 5    | 3    | 4    | 7    | 7    | 6    |
| Grèce              | 12   | 10   | 7    | 11   | 15   | 18   | 15   | 18   | 12   | 13   |
| Italie             | 3    | 3    | 3    | 1    | 3    | 2    | 1    | 3    | 2    | 5    |
| Mexique            | 14   | 13   | 8    | 16   | 17   | 11   | 9    | 8    | 8    | 15   |
| Pays-Bas           | 13   | 9    | 11   | 8    | 9    | 7    | 8    | 17   | 13   | 8    |
| Pérou              | 19   | 17   | 20   | 17   | 10   | 20   | 24   | –    | 15   | 24   |
| Portugal           | 17   | 8    | 18   | 9    | 8    | 12   | 12   | 10   | 9    | 12   |
| République tchèque | 15   | 16   | 10   | 14   | 16   | 25   | 18   | 25   | 25   | 18   |
| Roumanie           | –    | –    | –    | –    | –    | 19   | 10   | 21   | 21   | 11   |
| Russie             | 18   | 23   | 19   | 20   | 19   | 9    | 16   | 13   | 17   | 20   |
| Turquie            | 8    | 15   | 14   | 13   | 12   | 17   | 11   | 12   | 11   | 10   |
| Ukraine            | 22   | –    | 24   | 23   | 18   | 10   | 21   | 14   | 10   | 9    |

#### Années 2010
| Championnat | 2010 | 2011 | 2012 | 2013 | 2014 | 2015 | 2016 | 2017 | 2018 | 2019 |
| ----------- | ---- | ---- | ---- | ---- | ---- | ---- | ---- | ---- | ---- | ---- |
| Allemagne   | 5    | 6    | 3    | 3    | 5    | 3    | 4    | 8    | 8    | 10   |
| Angleterre  | 2    | 2    | 5    | 2    | 3    | 7    | 6    | 2    | 2    | 1    |
| Argentine   | 7    | 8    | 6    | 6    | 4    | 4    | 5    | 7    | 6    | 9    |
| Belgique    | 11   | 13   | 12   | 16   | 11   | 9    | 9    | 26   | 12   | 13   |
| Brésil      | 4    | 3    | 2    | 5    | 6    | 6    | 7    | 3    | 3    | 2    |
| Chili       | 20   | 10   | 10   | 19   | 25   | 31   | 49   | 65   | 67   | 53   |
| Colombie    | 21   | 17   | 21   | 9    | 9    | 11   | 2    | 6    | 4    | 5    |
| Écosse      | ?    | 22   | 24   | 25   | 21   | 24   | 27   | 25   | 9    | 12   |
| Espagne     | 1    | 1    | 1    | 1    | 1    | 1    | 1    | 1    | 1    | 3    |
| France      | 6    | 5    | 7    | 7    | 7    | 5    | 3    | 5    | 7    | 7    |
| Italie      | 3    | 7    | 4    | 4    | 2    | 2    | 8    | 4    | 5    | 4    |
| Paraguay    | 18   | 12   | 9    | 11   | 10   | 12   | 17   | 9    | 11   | 11   |
| Pays-Bas    | 9    | 9    | 8    | 21   | 17   | 18   | 13   | 22   | 16   | 8    |
| Portugal    | 8    | 4    | 17   | 18   | 8    | 8    | 14   | 16   | 10   | 6    |
| Roumanie    | 26   | 20   | 14   | 10   | 16   | 28   | 30   | 30   | 25   | 16   |
| Russie      | 14   | 11   | 19   | 8    | 12   | 10   | 20   | 10   | 17   | 26   |
| Turquie     | 19   | 24   | 15   | 13   | 27   | 17   | 10   | 14   | 20   | 28   |
| Ukraine     | 10   | 14   | 11   | 14   | 19   | 13   | 22   | 23   | 23   | 25   |

### Palmarès par championnat
Au palmarès des championnats depuis 1991 et mis à jour au classement 2019, le championnat d'Espagne devance l'Italie et l'Angleterre.
| Rang | Championnat | Premier | Deuxième | Troisième |
| ---- | ----------- | ------- | -------- | --------- |
| 1    | Espagne     | 13      | 10       | 4         |
| 2    | Italie      | 10      | 5        | 6         |
| 3    | Angleterre  | 5       | 9        | 5         |
| 4    | Allemagne   | 1       | 0        | 5         |
| 5    | Brésil      | 0       | 3        | 4         |
| 6    | France      | 0       | 1        | 4         |
| 7    | Colombie    | 0       | 1        | 0         |
| 8    | Pays-Bas    | 0       | 0        | 1         |
| 8    | Argentine   | 0       | 0        | 1         |

## Classement 2023
La Premier League domine le classement 2023 pour la première fois depuis 2009 mettant fin à une domination espagnole de neuf années.
| Rang | Pays       | Points | Confédération |
| ---- | ---------- | ------ | ------------- |
| 1    | Angleterre | 1287   | UEFA          |
| 2    | Brésil     | 1165   | CONMEBOL      |
| 3    | Espagne    | 1141   | UEFA          |
| 4    | Italie     | 939    | UEFA          |
| 5    | Colombie   | 849    | CONMEBOL      |
| 6    | Portugal   | 834    | UEFA          |
| 7    | France     | 818    | UEFA          |
| 8    | Pays-Bas   | 790,5  | UEFA          |
| 9    | Argentine  | 776    | CONMEBOL      |
| 10   | Allemagne  | 765,5  | UEFA          |
| 11   | Maroc      | 759    | CAF           |
| 12   | Écosse     | 747,5  | UEFA          |
| 13   | Belgique   | 696,5  | UEFA          |
| 14   | Paraguay   | 686    | CONMEBOL      |
| 15   | Équateur   | 664,5  | CONMEBOL      |
| 16   | Tunisie    | 632    | CAF           |
| 17   | Roumanie   | 629,5  | UEFA          |
| 18   | Croatie    | 618    | UEFA          |
| 19   | Grèce      | 616,5  | UEFA          |
| 20   | Serbie     | 605    | UEFA          |